# Archivos departamentales de la Gironda
Los Archivos departamentales de la Gironda son un servicio del Consejo departamental de la Gironda. Están ubicados en Burdeos.

## Historia
Los archivos departamentales fueron creados en cada departamento bajo la ley del 26 de octubre de 1796 (5 de brumario del año V). Estaban destinados a conservar los archivos del Antiguo Régimen (incluidos los de los obispados, abadías, etc. que han desaparecido) así como los archivos de las nuevas instituciones.
Los archivos departamentales de Gironda se instalaron primero en el Directorio Departamental de Burdeos, que luego se convirtió en Prefectura, y luego se ubicaron en el Palais Rohan, el antiguo palacio arzobispal (actualmente Ayuntamiento de Burdeos).
Luego, los archivos se trasladaron en 1810 a la nueva prefectura situada en la sede del Hôtel de Saige, Cours du Chapeau-Rouge.
En 1818, el Conde de Tournon, entonces prefecto de la Gironda, trasladó los archivos departamentales al antiguo convento carmelita, rue Sicard (antes rue Sainte-Thérèse), ubicado en el barrio de Chartrons.

### Rue d'Aviau
De 1861 a 1867 se llevó a cabo la construcción de un nuevo edificio dedicado, el Hôtel de los Archivos Departamentales, con 5 kilómetros lineales de estanterías. Ubicado en 13-25 rue d'Aviau, el edificio fue diseñado por el arquitecto Pierre-Auguste Labbé, que interpretó de manera original la biblioteca Sainte-Geneviève de París. Con el fin de reducir el riesgo de incendio, generalizó el uso del hierro en suelos, marcos de ventanas, estanterías y armazones. Por otro lado, a diferencia de la biblioteca parisina, ocultó las estructuras metálicas detrás de decoraciones clásicas.
En 1877 se publicó el primer inventario de los archivos históricos del departamento y 3 años más tarde, en 1880, se instaló la sala de lectura tal como existe actualmente en la rue d'Aviau.

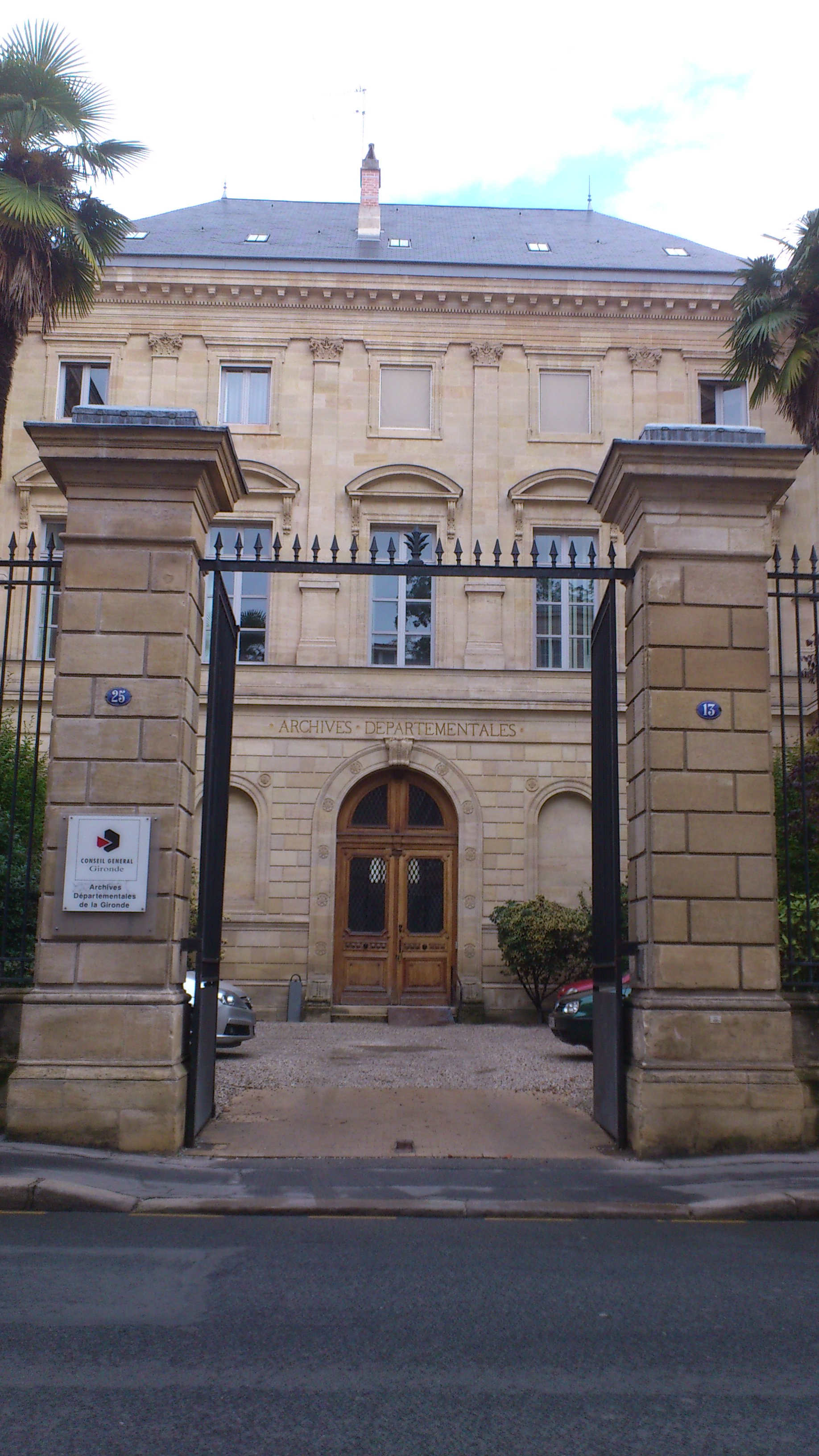
Fachada de la antigua sede en Rue d'Aviau.

Los depósitos documentales verán luz eléctrica por primera vez en 1929 y 20 años después, tendrá lugar la primera renovación de los depósitos documentales del ala este y el aumento de la capacidad de tales depósitos (15 kilómetros lineales en lugar de los 5 anteriores). La labor de los archiveros también se verá facilitada a partir de este período de renovación (1950 - 1954) con la instalación de montacargas.
En 1964, se instalará un anexo a los archivos departamentales en la rue de Gironde con 5 kilómetros lineales de salas para archivos. Al año siguiente, se renovarán los almacenes de archivos en el ala oeste de la rue d'Aviau, es decir, 15 años después de la primera renovación de los archivos y se realizará un aumento de la capacidad de los almacenes de archivos en 28 kilómetros en lugar de 15.
En 1979, el consejo general adquirió el solar de Poyenne y la rehabilitación se llevó a cabo entre 1984 y 1987 para que el edificio sirviera de anexo a los archivos con una capacidad de 30 kilómetros lineales. Un año después del final de las obras, se instala una segunda sala de lectura en el sitio de Poyenne.
En 2002 se inicia el proyecto ARCHIDEP para la informatización de documentos y al año siguiente se inicia la puesta en marcha del proyecto de ampliación del local de Poyenne por parte del Consejo General para duplicar la capacidad de los depósitos documentales (30 kilómetros lineales adicionales, es decir, un total de 60 km).
En 2004 se lanzó el programa de digitalización ARCHINUM. A continuación, en diciembre de 2005, el sitio web de los archivos departamentales de la Gironda se pone en marcha.

### Cours Balguerie-Stuttenberg
El 11 de octubre de 2006 se coloca la primera piedra del nuevo edificio de los archivos departamentales, Cours Balguerie-Stuttenberg. El 16 de octubre del mismo año, se cerró definitivamente la sala de lectura del anexo de Poyenne y hubo que esperar al 24 de abril de 2007 para la apertura al público de una sala de lectura temporal para poder consultar de nuevo los microfilmes del estado civil en el número 4 de la rue d'Aviau.
El 26 de julio de 2007 se comenzó la publicación en el sitio web de los archivos departamentales de la sección sobre estado civil digitalizado de la Gironda.
El cierre de la sala de lectura de la rue d'Aviau tuvo lugar en 2010, cuando se comenzó el traslado de las colecciones del archivo.
El 24 de enero de 2011, el nuevo edificio de los archivos departamentales abre sus puertas en Cours Balguerie-Stuttenberg.

## Acceso
Los archivos departamentales de Gironde se encuentran en: 72-78 Curso Balguerie-Stuttenberg - 33300 Burdeos
Para llegar desde la estación de Burdeos-San Juan, simplemente se toma la línea C del tranvía hacia Les Aubiers y se baja en la parada Paul Doumer, luego se toma el autobús de la línea 4 hacia Bordeaux Saint-Louis y se baja en la parada Gaussen.
Si se va en automóvil desde la circunvalación de Burdeos, también puede salir en Pessac para llegar a un aparcamiento del  tranvía de la línea B en la parada Bougnard o Unitec para tomar el tranvía en dirección Claveau. Una vez que se haya llegado a la parada de Cours du Médoc, todo lo que se tiene que hacer es caminar por este mismo camino hasta Cours Balguerie Stuttenberg, donde se gira a la izquierda para llegar a los archivos.

## Fondos digitalizados
- «Archives historiques du département de la Gironde pour les années 1859-1933». Gallica.